# VU (album)
VU (sottotitolo: A collection of previously unreleased recordings) è un album costituito da una raccolta di inediti e versioni alternative di brani dei The Velvet Underground. È stato pubblicato nel febbraio 1985 dalla Verve Records.

## Storia
Quando i Velvet Underground lasciarono la Verve Records, che aveva pubblicato i primi due album del gruppo, per la compagnia sorella MGM Records, firmarono un contratto per due album, e pubblicarono il loro terzo e omonimo album nel marzo 1969; in seguito però i vertici della MGM Records cambiarono e il nuovo consiglio d'amministrazione, nella persona del presidente Mike Curb, fu incaricato di risollevare le sorti della compagnia e questi decise di eliminare tutti gli artisti più controversi e non commerciali dalla casa discografica. I Velvet Underground furono fra questi e il loro contratto fu rescisso. La band aveva, comunque, nel frattempo già registrato quattordici canzoni per un possibile prossimo album per la MGM. Tutto questo materiale fu dimenticato negli archivi della compagnia fino all'inizio degli anni ottanta.
Quando la Verve si stava preparando a ristampare i primi tre dischi dei Velvet su vinile e CD, i tecnici trovarono diciannove tracce inedite della band: cinque del periodo con Cale e quattordici registrate per l'album "perduto" del 1969. I brani migliori delle diciannove tracce vennero pubblicati nel 1985 sul disco VU; le restanti furono pubblicate su una seconda compilation intitolata Another View nel 1986.
Per la sua carriera solista, Lou Reed riutilizzò 6 canzoni tratte da VU, ri-registrandole e rielaborandole: I Can't Stand It , Lisa Says e Ocean su Lou Reed, 1972; Andy's Chest su Transformer, 1972; Stephanie Says (diventata Caroline Says II) su Berlin, 1973; e She's My Best Friend su Coney Island Baby, 1976.

## Tracce
Tutte le canzoni sono state scritte da Lou Reed eccetto Foggy Notion (Reed, Morrison, Yule, Tucker, Weiss). L'edizione in CD di VU omette i primi secondi di Foggy Notion che includono una falsa partenza dove i membri del gruppo stanno parlando.
Lato A
1. I Can't Stand It (20 maggio 1969) – 3:21
2. Stephanie Says (13 febbraio 1968) – 2:49
3. She's My Best Friend (14 maggio 1969) – 2:47
4. Lisa Says (1º ottobre 1969) – 2:53
5. Ocean (19 giugno 1969) – 5:10

Lato B
1. Foggy Notion (6 maggio 1969) – 6:41
2. Temptation Inside Your Heart (14 febbraio 1968) – 2:30
3. One of These Days (23 settembre 1969) – 3:50
4. Andy's Chest (13 maggio 1969) – 2:49
5. I'm Sticking with You (13 maggio 1969) – 2:26

## Formazione
The Velvet Underground
- John Cale – viola, basso, celesta, cori in Stephanie Says e Temptation Inside Your Heart
- Sterling Morrison – chitarra, cori
- Lou Reed – voce, chitarra
- Maureen Tucker – batteria, voce in I'm Sticking with You
- Doug Yule – basso, tastiere, cori, chitarra solista in One of These Days, voce in She's My Best Friend